# Editora Paraula
A Editora Paraula foi uma empresa fundada em 1993 que se especializou na publicação de traduções editoriais. Sua diretora fora a professora Dorothée de Bruchard, durante sua existência promovendo a publicação de mais de 26 obras, a maioria composta por clássicos da literatura vertidos diretamente da língua original para o português, como os de autoria de Arthur Schopenhauer, Joaquim Nabuco, Irmãos Grimm etc.
Sua estrutura comercial era limitada e rudimentar, sendo impressos os livros em pequena oficina localizada em Florianópolis. Com especial apelo estético, suas obras eram impressas somente em papel pólen e capas customizadas de cartão, já nesta época com avançado designe simplista.
Suas atividades foram encerradas no ano de 1999, sendo seu espólio distribuído para mais de 129 universidades brasileiras gratuitamente mediante intervenção da Fundação Vitae.